# Coincy (Aisne)
Coincy è un comune francese di 1 319 abitanti situato nel dipartimento dell'Aisne della regione dell'Alta Francia.

## Società

### Evoluzione demografica
Abitanti censiti